# Damiano Marzotto Caotorta
Damiano Marzotto Caotorta (* 7. Januar 1944 in Fiesole, Italien) ist ein italienischer römisch-katholischer Geistlicher. Er ist emeritierter Untersekretär der Glaubenskongregation.

## Leben
Am 28. Juni 1967 zum Priester für das Erzbistum Mailand geweiht, trat er am 1. Oktober 1982 in den Dienst der Kongregation für die Glaubenslehre. Am 11. Dezember 1987 wurde ihm von Papst Johannes Paul II. der Ehrentitel Kaplan Seiner Heiligkeit (Monsignore) und am 10. Juli 1999 der Titel Ehrenprälat Seiner Heiligkeit verliehen. Am 12. Februar 2003 berief ihn Johannes Paul II. zum Büroleiter der Kongregation für die Glaubenslehre; Papst Benedikt XVI. ernannte ihn am 20. Juni 2009 zum Untersekretär desselben Dikasteriums.